# Občina Voćin
Občina Voćin je ena izmed občin na Hrvaškem katere središče je istoimensko naselje v virovitiško-podravski županiji.

## Geografija
Občina Voćin leži v severnem delu zahodne Slavonije v vznožju do 953 m visokega pretežno z gozdom pokritega gorovja Papuk.

## Demografija
Leta 2001 je v občini živelo 2421, leta 2011 pa 2.382 prebicalcev.

## Naselja v občini
Bokane, Čeralije, Dobrić, Donje Kusonje, Đuričić, Gornje Kusonje, Gornji Meljani, Hum, Hum Varoš, Kometnik-Jorgići, Kometnik-Zubići, Kuzma, Lisičine, Macute, 
Mačkovac, Novo Kusonje, Popovac, Rijenci, Sekulinci, Smude, Voćin